# 2008年7月英國

## 7月31日
- 消費者權益組織強烈批評英國煤氣在平均日賺500萬英鎊的情況下，仍然大幅調高煤氣費，並不合理。BBC（页面存档备份，存于）
- 赫里福德郡醫院發生嚴重醫療失當，17名患有癌症的病人被誤診為已治癒，另有14名接受化療的「病人」被發現根本沒有患癌症。泰晤士報[]
- 威廉王子即將成為首位加入軍方特種空勤團的皇室成員。每日電訊報（页面存档备份，存于）
- 外相文禮彬挑戰英揆白高敦的傳言仍未止息，有工黨下院議員要求白高敦辭退文禮彬。每日電訊報（页面存档备份，存于）、BBC（页面存档备份，存于）

## 7月30日
- 英國煤氣宣佈調高煤氣費35%及電費9%。BBC（页面存档备份，存于）
- 外相文禮彬早前在《衛報》撰文公開向工黨示警，他今日否認這是為挑戰英揆白高敦的領導地位。BBC（页面存档备份，存于）、每日電訊報（页面存档备份，存于）

## 7月29日
- 有消息指，下院領袖夏雅雯在得到外相文禮彬支持下，正計劃策動黨魁選舉，挑戰首相白高敦的領導地位，但夏雅雯對有關消息加以否認。泰晤士報（页面存档备份，存于）、BBC（页面存档备份，存于）
- 一輛載貨貨車在大曼徹斯特奧爾德姆遭兩名男子截劫，車上逾3,000本全新未用的英國護照及簽證被盜，約值250萬鎊。BBC（页面存档备份，存于）
- 日前在安提瓜島渡蜜月時遭人槍擊的英籍新郎，被診斷為腦幹死亡。每日電訊報（页面存档备份，存于）
- 退役工黨政治家瓦雷勳爵（Lord Varley）因癌症在家中逝世，終年75歲。瓦雷在1932年出生，1964年至1984年任下議議員，1967年曾倒戈反對英國加入共同市場，1968年11月獲英揆韋爾遜起用為其國會私人秘書，1974年至1975年加入內閣任能源大臣，1975年至1979年任工業大臣，其後在保守黨戴卓爾夫人執政時期出任工黨司庫（1981年－1983年），代表了工黨的右翼陣營。瓦雷在1990年獲授終身貴族。BBC（页面存档备份，存于）

## 7月28日
- 一對英國新婚夫婦在安提瓜島渡蜜月時在酒店房內遭槍擊，任職醫生的新娘被擊斃，新郎目前情況危殆。BBC（页面存档备份，存于）
- 有工黨下院議員公開要求英揆白高敦辭職，並表示這樣才符合工黨最大利益。BBC（页面存档备份，存于）

## 7月27日
- 自工黨於東格拉斯哥選區補選敗北後，被外界盛傳會接任英揆的司法大臣兼大法官施仲宏首次公開表態支持白高敦，表示撤換白高敦「將是一大錯誤」。每日電訊報（页面存档备份，存于）
- 前副首相彭仕國繼施仲宏表態現無具潛質的人選取代白高敦，並表示任何人挑戰白高敦的管治威信都是「多餘」。BBC
- 自由民主黨蘇格蘭政治家羅素-約翰遜勳爵（Lord Russell-Johnson）因癌症突然在巴黎街頭昏倒，其後搶救不治。終年75歲，羅素-約翰遜勳爵原名羅素·約翰遜，1932年生於蘇格蘭，1964年至1997年出任下院因弗內斯選區議員，1970年至1974年任蘇格蘭自由黨主席，1974年至1988年改任黨魁，1988年至1992年任自由民主黨副黨魁，後於1999年至2002年出任歐洲理事會議會大會主席。約翰遜在1985年封爵，1997年獲授終身貴族，原本會被授予約翰遜勳爵頭銜，但他及時申請單務契約，將頭銜包括其全名，是為羅素-約翰遜勳爵。蘇格蘭人（页面存档备份，存于）、BBC（页面存档备份，存于）

## 7月26日
- 美國民主黨總統候選人奧巴馬到訪倫敦，並在唐寧街10號拜見英揆白高敦。奧巴馬強調英、美兩國要繼續維持緊密關係。BBC（页面存档备份，存于）
- 英揆白高敦在工黨於東格拉斯哥選區補選敗北後，首次就自己的去留問題發言，表明無意辭職。有消息指，內閣閣揆協議要白高敦在兩個月內大幅拉高民望，否則會在迫令白高敦辭職和集體請辭中二選其一。泰晤士報[]、BBC（页面存档备份，存于）

## 7月25日
- 被視為對英揆白高敦管治威信一大考驗的東格拉斯哥選區補選於昨日舉行，工黨候選人大熱倒灶，敗於蘇格蘭民族黨，有工黨議員促請白高敦下台。泰晤士報（页面存档备份，存于）
- 英國本年第二季度經濟只錄得0.2%的增長，比本年第一季的2.3%及上年第二季的1.6%急劇下挫。BBC（页面存档备份，存于）
- 繼本年7月12日後，倫敦Oyster卡系統今晨再度發生故障，有地鐵乘客出閘時被扣多錢。BBC（页面存档备份，存于）

## 7月24日
- 英國及愛爾蘭兩國計劃設立邊境關卡，是愛爾蘭立國八十多年來首次。BBC（页面存档备份，存于）
- 保守黨黨魁甘民樂駕自行車到倫敦西部一間超級市場購物時，停泊在超級市場外的自行車遭小偷偷走。泰晤士報（页面存档备份，存于）

## 7月23日
- 中年婦人安妮·達爾文，因協助曾任職教師及懲教人員的丈夫約翰·達爾文假裝划獨木舟遇意外身亡，被控詐取25萬鎊，今被法庭裁定罪成。約翰·達爾文被判監6年3個月，安妮·達爾文被判監6年6個月。BBC（页面存档备份，存于）、BBC（页面存档备份，存于）
- 英國七個區域護照辦事處的員工因不滿薪酬水平，發動為期3日的罷工，估計有60,000本護照的處理受到延誤。BBC

## 7月22日
- 葡萄牙檢察當局昨日宣佈停止調查馬德琳·麥凱恩失蹤事件，並將麥凱恩夫婦及一名可疑男子剔出嫌犯名單。對於被無辜列作嫌犯一事，麥凱恩夫婦計劃控告葡萄牙警方失職。每日電訊報（页面存档备份，存于）
- 英揆白高敦在下院向議員表示駐伊拉克英軍在未來數月會維持在4,100人。BBC
- 政府官員向酒商呼籲販賣酒精飲品要自律，否則政府會立新例加以規管。BBC（页面存档备份，存于）

## 7月21日
- 葡萄牙總檢察長即將就馬德琳·麥凱恩失蹤事件發表聲明，輿論相信葡萄牙當局將停止就有關案件進行調查。BBC（页面存档备份，存于）
- 就業及退休保障大臣貝禮高計劃推出方案，強制安排領取失業救濟滿兩年的人士到社區擔任全職工作，工作範疇將包括清理街邊垃圾及塗鴉。BBC（页面存档备份，存于）
- 英揆白高敦向以色列承諾會對伊朗實施更大力度制裁，以防範伊朗成為核武國家。每日電訊報
- 汽車實業家斯多克斯勳爵（Lord Stokes）逝世，終年94歲，斯多克斯勳爵曾在1964年至1968年任英國利蘭主席，1965年獲封爵士，1969年獲封終身貴族。衛報（页面存档备份，存于）、泰晤士報（页面存档备份，存于）

## 7月20日
- 英揆白高敦上任以來首次出訪以色列，並前往耶路撒冷以色列猶太大屠殺紀念館獻花。每日電訊報（页面存档备份，存于）
- 保守黨黨魁甘民樂在一個電視節目中，拒絕作出一旦出任首相會進行減稅的承諾。BBC（页面存档备份，存于）

## 7月19日
- 英揆白高敦在出訪伊拉克時表示同意削減英軍駐伊拉克的人數，但拒絕即時設下時間表。泰晤士報（页面存档备份，存于）、BBC（页面存档备份，存于）
- 五名英國皇家海軍陸戰隊隊員在多塞特駕駛越野路華時遇上意外，一死一重傷。BBC
- 花旗集團主席預料英國樓市在未來兩年將持續下跌。BBC（页面存档备份，存于）

## 7月18日
- 國防部承認自2004年以來有逾100枚USB記憶棒及650台手提電腦遺失或失竊，有部份藏有機密資料。BBC（页面存档备份，存于）
- 蘇格蘭一名前會計師在家中揮刀86刀刺死妻子，被格拉斯哥高等法院裁定謀殺罪成。BBC（页面存档备份，存于）

## 7月17日
- 英女皇及外相文禮彬正式簽署確認歐盟《里斯本條約》。BBC（页面存档备份，存于）
- 國防部計劃，在戰爭中嚴重受傷的軍人，每人補所得補償金將由285,000鎊大幅上調至570,000鎊。泰晤士報[]
- 前內閣秘書塔姆沃思的亨特勳爵逝世，終年88歲。亨特勳爵1946年加入公務員體系，1973年至1979年出任內閣秘書，1980年獲授終身貴族。泰晤士報[]

## 7月16日
- 政府押後調高汽油稅2%，白高敦否認有關決定是為了籠絡下星期補選的選民。BBC（页面存档备份，存于）
- 衛生大臣莊翰生公佈「生命盡頭照顧策略」，當中包括鼓勵垂死病人選擇在家中逝世，以便讓他們有更適合的環境離世。泰晤士報[]

## 7月15日
- 英國通脹由5月的3.3%升至6月的3.8%，是11年以來最高。BBC（页面存档备份，存于）
- 有傳媒發現威爾斯地方政府去年花至少1,650萬鎊於聘請管理顧問，被指浪費。BBC

## 7月14日
- 政府有意撤回早前提議，強制把藏刀上街的青年送到醫院，觀看刀傷受害人的慘況後，引來朝野批評，指政府施政飄忽不定。每日電訊報（页面存档备份，存于）
- 政府消息指倫敦希思羅機場可以興建第三條跑道。BBC（页面存档备份，存于）

## 7月13日
- 針對倫敦近來多宗持刀謀殺事件，內政部計劃凡青年一旦被搜出身上藏刀，都要被強制送到醫院觀看刀傷受害人的慘況，希望收阻嚇作用。BBC（页面存档备份，存于）
- 倫敦Oyster卡系統昨日故障達五小時，造成交通混亂。期間約10,000張Oyster卡受影響，出現失效或扣多錢等問題。BBC（页面存档备份，存于）

## 7月12日
- 英揆白高敦表示政府會對倫敦地區近來發生的多宗持刀謀殺案採取相應行動，並責成內政大臣施卓琪處理 ITV[]。
- 在中國及俄羅斯的反對下，聯合國安全理事會否決對津巴布韋實施制裁及派遣特使的提案。外相文禮彬對結果表示失望，但強調英方會繼續對穆加貝施加壓力。每日電訊報（页面存档备份，存于）

## 7月11日
- 倫敦過去一日有四名男子被人用刀謀殺，其中一名死者只有20歲。由今年至今，倫敦已經累積發生20宗青少年被殺案，倫敦警方呼籲市民冷靜。泰晤士報[]
- 西薩塞克斯一個高爾夫球場的場地管理員誤用工業用化學除草劑灌溉草地，導致大片草地變成瘠地。每日電訊報（页面存档备份，存于）

## 7月10日
- 受高通漲與、就業下降及樓價下跌的同時影響，英倫銀行宣佈利率維持在5%不變。BBC、每日電訊報（页面存档备份，存于）
- 政府計劃調高道路稅，預計940萬名駕駛人士會受到影響。BBC（页面存档备份，存于）

## 7月9日
- 英格蘭及威爾斯廣泛地區連續日暴雨，南威爾斯及威爾斯六處地方發出氾濫警報，西南、東南及南英格蘭地區都可能出現水浸。BBC（页面存档备份，存于）
- 受樓市低迷影響，英國本土建造業職位持續萎縮，建築商波維斯（Bovis）及雷德羅（Redrow）計劃合共裁員近1,000人，佔兩公司員工總和40%。BBC（页面存档备份，存于）
- 上院保守黨社區及地方事務發言人狄克遜-史密斯勳爵在辯論一項房屋草案時失言，發表種族言論，指有關草案像「黑鬼躲在柴堆」（nigger in woodpile）一樣有不可告人的秘密。狄克遜-史密斯勳爵事後兩度就有關言論道歉。泰晤士報（页面存档备份，存于）
- 一名任職出版公司經理的英籍女遊客在阿拉伯聯合酋長國杜拜一處海灘被發現與一名男子露天性爱，該名女遊客現被控進行婚外性行為、公眾地方行為不檢、公眾地方醉酒鬧事及襲擊警員，正面臨被判監6年的風險。泰晤士報（页面存档备份，存于）

## 7月8日
- 英國聖公會在7月7日初步投票通過女性出任主教，梵蒂岡對此表示「遺憾」。為安撫教會內的傳統派，聖公會決定五年後才投票作最終決定。泰晤士報（页面存档备份，存于）
- 英揆白高敦在日本G8峰會透露各與會國領袖同意2050年前將溫室氣體排放量減半，並指這是環保議題上的「重大進展」。BBC
- 英國慈善家及富商鄧普頓爵士（Sir John Templeton）因肺炎在巴哈馬病逝，終年95歲。鄧普頓爵士於1992年將其增長基金公司以鉅額售出，組成富蘭克林鄧普頓投資有限公司。富蘭克林鄧普頓投資（亞洲）有限公司、香港AOL （页面存档备份，存于）、國際先驅論壇報（页面存档备份，存于）

## 7月7日
- 有關兩名法國研究生在倫敦被刺斃案，警方拘捕第二名疑犯。BBC（页面存档备份，存于）
- 英揆白高敦抵達日本北海道出席八大工業國組織峰會，並獲日本首相福田康夫歡迎。白高敦告誡英國國民當下起要珍惜食物。BBC（页面存档备份，存于）

## 7月6日
- 下院外交事務委員會一份報告披露加勒比海的英屬特克斯和凱科斯群島政府涉嫌貪污，並批評外務部及當地總督未能作出有效調查。BBC（页面存档备份，存于）
- 政府向各大超級市場及食品商指令儲備緊急食品，提防運輸業大罷工會導致糧食短缺。泰晤士報[]
- 有多名英國聖公會高級主教秘密前往梵蒂岡，與羅馬天主教高層召開峰會，商討有關聖公會按立同性戀及女性主教的爭議。坎特伯里大主教羅恩·威廉斯表示對事件並不知情。每日電訊報（页面存档备份，存于）

## 7月5日
- 被視為對白高敦政府管治一大考驗的下院東格拉斯哥選區補選即將在7月24日舉行，但視作大熱穩勝的工黨候選人喬治·雷恩（George Ryan）突然以家庭理由宣佈退選。工黨現要最遲於7月9日向選管會交代新人選代替雷恩出選。BBC（页面存档备份，存于）、每日電訊報（页面存档备份，存于）
- 保守黨籍倫敦副市長雷·劉易斯（Ray Lewis）因捲入違反財務守則及行為不檢的指控而宣佈辭職，工黨指保守黨已陷入行政「混亂」的狀態。BBC（页面存档备份，存于）
- 英國聖公會即將在7月7日就是否按立女性主教進行投票，教會內部現正瀕臨分裂。泰晤士報（页面存档备份，存于）
- 英國杜莎夫人蠟像館柏林分館一具剛剛向公眾展示的新製希特拉蠟像，被一名來自遊客摘斷頭部，該名遊客事後被警方帶署調查。每日電訊報（页面存档备份，存于）

## 7月4日
- 由於行政混亂，未及完成評核試卷的關係，英格蘭上百萬名11及14歲學生將未能如常於7月5日星期六取得成績單。BBC（页面存档备份，存于）
- 下院投票否決削減24,000鎊的下院議員房屋津貼，首相白高敦表示「失望」，而事件中更有33名部長及2名首相助手投反對票。泰晤士報（页面存档备份，存于）
- 英國資深新聞記者查爾斯·惠勒爵士（Sir Charles Wheeler）因肺癌病逝，終年86歲，他逝世時為BBC任職時間最長的海外新聞記者。BBC（页面存档备份，存于）

## 7月3日
- 兩名留學英國的法國研究生被發現倒斃於倫敦一住宅單位，兩人身上有刀傷，其中一人被刺達196刀。泰晤士報（页面存档备份，存于）
- 著名澳洲藝員凱莉·米洛在白金漢宮獲查爾斯王子正式授予OBE勳銜。泰晤士報（页面存档备份，存于）

## 7月2日
- 倫敦警方將前就業及退休保障大臣韓培德於去年競選工黨副黨魁時，涉嫌收受賄款的的調查檔案移送皇家檢察署查辦。BBC（页面存档备份，存于）
- 馬莎百貨對英國經濟前景發表悲觀言論，觸發股價急挫逾24%。BBC（页面存档备份，存于）
- 有團體研究發現一名單身人士在英國一年的生活費，至少要1.34萬英鎊，相當於18多萬元人民幣或港幣。BBC中文網（页面存档备份，存于）

## 7月1日
- 包括11名現任主教在內的1,300名聖公會神職人員致函坎特伯雷大主教，警告如教會通過讓女性出任主教，將不排除退會或變節到羅馬天主教。泰晤士報（页面存档备份，存于）
- 由於缺乏證據，葡萄牙警方即將終止對馬德琳·麥凱恩失蹤案進行調查。每日電訊報（页面存档备份，存于）、BBC（页面存档备份，存于）
- 在囚服役的紐卡素足球隊中場球員乔伊·巴顿，即將就另一宗襲擊前隊友的案件聽候裁決。Yahoo![]

| 依月份排列新聞動態 |
| \| - 2014年英國：1月 - 2月 - 3月 - 4月 - 5月 - 6月 - 7月 - 8月 - 9月 - 10月 - 11月 - 12月 - 2013年英國：1月 - 2月 - 3月 - 4月 - 5月 - 6月 - 7月 - 8月 - 9月 - 10月 - 11月 - 12月 - 2012年英國：1月 - 2月 - 3月 - 4月 - 5月 - 6月 - 7月 - 8月 - 9月 - 10月 - 11月 - 12月 - 2011年英國：1月 - 2月 - 3月 - 4月 - 5月 - 6月 - 7月 - 8月 - 9月 - 10月 - 11月 - 12月 - 2010年英國：1月 - 2月 - 3月 - 4月 - 5月 - 6月 - 7月 - 8月 - 9月 - 10月 - 11月 - 12月 - 2009年英國：1月 - 2月 - 3月 - 4月 - 5月 - 6月 - 7月 - 8月 - 9月 - 10月 - 11月 - 12月 - 2008年英國：1月 - 2月 - 3月 - 4月 - 5月 - 6月 - 7月 - 8月 - 9月 - 10月 - 11月 - 12月 檢閱 \| |
| - 2014年英國：1月 - 2月 - 3月 - 4月 - 5月 - 6月 - 7月 - 8月 - 9月 - 10月 - 11月 - 12月 - 2013年英國：1月 - 2月 - 3月 - 4月 - 5月 - 6月 - 7月 - 8月 - 9月 - 10月 - 11月 - 12月 - 2012年英國：1月 - 2月 - 3月 - 4月 - 5月 - 6月 - 7月 - 8月 - 9月 - 10月 - 11月 - 12月 - 2011年英國：1月 - 2月 - 3月 - 4月 - 5月 - 6月 - 7月 - 8月 - 9月 - 10月 - 11月 - 12月 - 2010年英國：1月 - 2月 - 3月 - 4月 - 5月 - 6月 - 7月 - 8月 - 9月 - 10月 - 11月 - 12月 - 2009年英國：1月 - 2月 - 3月 - 4月 - 5月 - 6月 - 7月 - 8月 - 9月 - 10月 - 11月 - 12月 - 2008年英國：1月 - 2月 - 3月 - 4月 - 5月 - 6月 - 7月 - 8月 - 9月 - 10月 - 11月 - 12月 檢閱       |